# Мамалди (кратер)
Мамалди (лат. Mamaldi) — самый большой известный ударный кратер Реи. Имеет диаметр 480 км, что делает её одним из крупнейших кратеров Солнечной системы.
Кратер соприкасается с более отчётливо видным кратером Тирава. Кратер был впервые обнаружен в ноябре 2005 года космическим зондом «Кассини» который был запущен в 1997 году для изучения Сатурна и его окрестностей.
В 2010 году официально был назван именем нанайской богини Мамалди, которая, согласно легенде, жертвуя собой сотворила Азиатский континент и остров Сахалин.